# Абдул Рахім Аю
Абдул Рахім Аю (англ. Abdul Rahim Ayew, нар. 16 квітня 1988, Тамале) — ганський футболіст, півзахисник клубу «Льєрс».

## Клубна кар'єра
У дорослому футболі дебютував 2005 року виступами за «Нанью», в якій провів три сезони, взявши участь у 77 матчах чемпіонату. Більшість часу, проведеного у складі команди, був основним гравцем команди.
Своєю грою за цю команду привернув увагу представників тренерського штабу «Елевен Вайс», до складу якого приєднався в січні 2008 року. Відіграв за нову команду наступні півтора року своєї ігрової кар'єри. Здебільшого виходив на поле в основному складі команди.
17 червня 2009 року уклав контракт з єгипетським «Замалеком», у складі якого провів ще півтора року. Тренерським штабом нового клубу також розглядався як гравець «основи».
До складу клубу «Льєрс» приєднався у січні 2011 року. Наразі встиг відіграти за команду з Ліра 32 матчі в національному чемпіонаті.

## Виступи за збірну
2009 року дебютував в офіційних матчах у складі національної збірної Гани.
На початку 2010 року був включений до складу збірної на Кубок африканських націй 2010 року в Анголі, де разом з командою здобув «срібло», а влітку того ж року — на чемпіонату світу 2010 року у ПАР, Наразі провів у формі головної команди країни 7 матчів.

## Титули і досягнення
- Чемпіон Гібралтару (3):

«Юероп»: 2016-17
«Лінкольн Ред Імпс»: 2023-24, 2024-25
- Володар Кубка Гібралтару (4):

«Юероп»: 2017, 2017-18, 2019
«Лінкольн Ред Імпс»: 2024
- Володар Суперкубка Гібралтару (3):

«Юероп»: 2016, 2018, 2019
Збірні
- Срібний призер Кубка африканських націй: 2010